# Nicklas Bärkroth
Nicklas Robert Bärkroth, né le 19 janvier 1992 à Göteborg, est un footballeur international suédois. Il joue au poste de milieu droit à l'Örgryte IS. 
Son père, Robert Bengtsson Bärkroth, a également été footballeur, au Västra Frölunda IF et à l'Örgryte IS.

## Carrière

### En club
Formé à Balltorps FF. Le 2 septembre 2007, Nicklas Bärkroth fait ses débuts en Allsvenskan, le championnat de Suède, âgé de seulement 15 ans, 7 mois et 14 jours, sous les couleurs de l'IFK Göteborg. Il devance alors le record de précocité détenu par Peter Dahlqvist depuis 1971.
Le 23 juillet 2008, il fait ses débuts en Ligue des champions avec l'IFK et marque deux fois contre le SS Murata en tour préliminaire. 
En 2011, il est prêté à l'IF Brommapojkarna, puis l'année suivante à l'União Leiria, au Portugal. 
En 2015, il rejoint l'IFK Norrköping, et honore ses premières sélections en équipe de Suède.

### En équipe nationale
Il reçoit sa première sélection en équipe de Suède le 15 janvier 2015, en amical contre la Côte d'Ivoire (victoire 2-0).